# Liste der Kunstaktionen von Joseph Beuys
Der deutsche Künstler Joseph Beuys (1921–1986) hat von 1963 bis 1985 39 Aktionen aufgeführt, von denen viele Utensilien, die in diesen benutzt wurden, in Environments und Installationen  erhalten geblieben sind.

## Hintergrund
Joseph Beuys’ künstlerisches Werk hatte im Wesentlichen drei Schwerpunkte: In den 1950er Jahren lag dieser wesentlich im zeichnerischen Bereich und der traditionellen Bildhauerei; darauf folgten in den 1960er Jahren rituelle Aktionen mit Künstlerkollegen, im Umfeld der Fluxusbewegung, die anfangs eher als geheimes „Kunstspektakel“ galten. Beuys wurde erst nach einer Aktion auf dem „Festival der neuen Kunst“ in Aachen am 20. Juli 1964 der breiteren Öffentlichkeit bekannt, als ihn ein aufgebrachter Student attackiert hatte.

## Liste der Kunstaktionen (Auswahl)
- 1962: Erdklavier, Ideen zu einer Kunstaktion „für Klavier mit Erde“ im oder am Museum Wiesbaden anlässlich der dortigen Veranstaltung „Fluxus Internationale Festspiele Neuester Musik“ (1.–23. September 1962), nicht realisiert
- 1963: Sibirische Symphonie 1. Satz (am 2. Februar) und Komposition für 2 Musikanten (am 3. Februar) auf dem FESTUM FLUXORUM FLUXUS – Musik und Antimusik – Das instrumentale Theater an der Kunstakademie Düsseldorf
- 1963: Piano Aktion zur Eröffnung der Ausstellung von Nam June Paik, Exposition of Music – Electronic  Television, Galerie Parnass, Wuppertal (11.3.)
- 1963: Fluxus Schlafstück Kartenstück, Beuys’ Teilnahme an Wolf Vostells 9 Nein DeColl / Agen (Happening), Galerie Parnass, Wuppertal (14.8.)
- 1964: Kukei, Akopee – Nein!, Braunkreuz – Fettecken – Modellfettecken, aufgeführt bei der Veranstaltung „ACTIONS / AGIT-POP / DECOLLAGE / HAPPENING / EVENTS / ANTIART / L’AUTRISME / ART TOTAL / REFLUXUS“; Festival der neuen Kunst, in der Technischen Hochschule in Aachen (20.6.)
- 1964: DER CHEF THE CHIEF Fluxus Gesang / Wolf Vostell: BUSSTOP, Aufführende neben Joseph Beuys: Eric Andersen, Wolf Vostell, Wenzel Beuys, Eva Beuys, Arthur Køpcke, Tomas Schmit, Emmett Williams, Henning Christiansen, Billed Huggersalen Charlottenburg, Kopenhagen (30.8.)
- 1964: DER CHEF THE CHIEF Fluxus Gesang Berlin – New York / New York – Berlin, Galerie René Block, Berlin, 16 Uhr (1.12.)
- 1964: Das Schweigen von Marcel Duchamp wird überbewertet, Landesstudio Nordrhein-Westfalen, Düsseldorf, Live-Sendung des ZDF für die Sendereihe „Die Drehscheibe“ um 19 Uhr. Joseph Beuys: Fluxus Demonstration / Bazon Brock: Agit Pop / Wolf Vostell: Dé-coll/age Happening; Beuys installiert im inneren Winkel eines im Studio aufgestellten Bretterverschlages eine Fettecke aus Margarine.[1] (11.12.)
- 1965: wie man dem toten Hasen die Bilder erklärt, Galerie Schmela, Düsseldorf (26.11.)
- 1965: 24 Stunden, Joseph Beuys: und in uns ... unter uns ... landunter, weitere Beteiligte Künstler sind Bazon Brock, Charlotte Moorman, Nam June Paik, Eckart Rahn, Tomas Schmit und Wolf Vostell, Galerie Parnass, Wuppertal (5.6.)[2]
- 1966: Infiltration Homogen für Konzertflügel, der größte Komponist der Gegenwart ist das Contergankind, Staatliche Kunstakademie, Düsseldorf, anlässlich eines Konzertes von Charlotte Moorman und Nam June Paik (28.7.)
- 1966: Filz TV, Galerie 101, Künstlergruppe handwagen 13, Kopenhagen (14.10.)[3]
- 1966: EURASIA und 34. Satz der Sibirischen Symphonie, Galerie 101, Künstlergruppe handwagen 13, Kopenhagen (15.10.)
- 1966: Beuys: EURASIA. Sibirische Symphonie 1963. 32. Satz (EURASIA), Galerie René Block, Berlin (31.10.)
- 1966: MANRESA (Hommage à Schmela), zusammen mit Henning Christiansen und Bjørn Nørgaard, Galerie Schmela, Düsseldorf (15.12.)
- 1967: Hauptstrom FLUXUS, zusammen mit Henning Christiansen, zur Eröffnung der Ausstellung Fettraum, Galerie Franz Dahlem, Darmstadt (20.3.)
- 1967: EURASIENSTAB 82 min fluxorum organum, Musik: Henning Christiansen, Galerie Nächst St. Stephan, Wien (2.7.)
- 1967: öö Programm, Staatliche Kunstakademie Düsseldorf, anlässlich der Immatrikulationsfeier (30.11.)
- 1968: EURASIENSTAB 82 min fluxorum organum, Musik: Henning Christiansen, zur Eröffnung der Ausstellung Joseph Beuys Zeichnungen, Fettplastiken, Wide White Space Gallery, Antwerpen (9.2.)
- 1968: Handaktion / Eckenaktion; Anatol Herzfeld: Drama Stahltisch, mit Joachim Duckwitz, Ulrich Meister und Johannes Stüttgen, Creamcheese, Düsseldorf (5.12.)
- 1968: Ja ja ja ja ja, nee nee nee nee nee, Staatliche Kunstakademie Düsseldorf (14.12.)[4]
- 1969: Titus Andronicus / Iphigenie, von Joseph Beuys, Johann Wolfgang Goethe, Claus Peymann, William Shakespeare und Wolf Wiens, experimenta 3, veranstaltet von der Deutschen Akademie der Darstellenden Künste, Frankfurt am Main (29. und 30.5.)
- 1970: Celtic (Kinloch Rannoch), Schottische Symphonie, zusammen mit Henning Christiansen, Edinburgh College of Art Edinburgh (23.–30.8.)
- 1970: FESTUM FLUXORUM FLUXUS, Galerie René Block, Berlin; Charlotte Moorman führt Joseph Beuys „Infiltration für Cello“, 1965 auf (15.9.)
- 1970: Freitagsobjekt „1 a gebratene Fischgräte“, bei Daniel Spoerri, Eat Art Galerie, Düsseldorf (30.10.)
- 1970: Action the dead mouse und zusammen mit dem US-Künstler Terry Fox: isolation unit, Staatliche Kunstakademie Düsseldorf (24.11.)[5]
- 1971: Aktion im Moor, am Rande der Zuidder See (16.8.)
- 1971: Celtic+~~~, zusammen mit Henning Christiansen, Zivilschutzräume beim Stadion St. Jakob, Basel (5.4.)
- 1971: Kunst = Mensch, Kaiser Wilhelm Museum Krefeld (15.12.)
- 1972: Joseph Beuys: AUSFEGEN, veranstaltet von der Galerie René Block, Berlin (1.5.)
- 1972: Vitex Agnus Castus, zu der Eröffnung der Ausstellung Arena, Galerie Lucio Amelio, Neapel (15.6.)
- 1973: Midday to midnight, 12 hours lecture, Richard Demarco Gallery, Edinburgh (20.8.)
- 1974: Dillinger vor dem Kino Biograph, Chicago (14.1.)
- 1974: I like America and America likes Me, René Block Gallery, New York City (23.–25.5.)[6]
- 1974: Three Pots Action, organisiert von Richard Demarco, Poorhouse, Forest Hill, Edinburgh, 17 Uhr (5.6.)
- 1977: Kartoffelpflanzung, Galerie René Block, Berlin (15.3.)
- 1978: In memoriam George Maciunas, Klavierduett Joseph Beuys & Nam June Paik, Fluxus-Soirée der Galerie René Block, Aula der Staatl. Kunstakademie Düsseldorf (7.7.)
- 1980: Heute arbeitet Beuys in der Galerie Schmela, Düsseldorf (7.11.)
- 1984: Coyote III, Konzert mit Nam June Paik, Sogetsu Hall, Tokio (2.6.)
- 1985: Simultankonzert an drei Klavieren mit Henning Christiansen, Nam June Paik und Joseph Beuys, der von Düsseldorf aus telephonisch zugeschaltet ist, Hochschule für Bildende Künste, Hamburg (29.11.)